# Таджуддін Ахмед
Таджуддін Ахмед (23 липня 1925 — 3 листопада 1975) — перший прем'єр-міністр Бангладеш (у 1971–1972 роках), соратник Муджибура Рахмана.

## Життєпис
Народився 1925 року в селі Дардарія, Британська Індія. 1953 року закінчив економічний факультет Університету Даки і здобув диплом бакалавра (з відзнакою). Згодом, 1964 року, він отримав повну вищу юридичну освіту. Ахмед захопився політикою ще в молодості, вступивши до Мусульманської ліги 1943 року. Після розділу Британської Індії він залишив Мусульманську лігу на знак протесту проти її політики відносно Східного Пакистану. 1949 року став одним із засновників Авамі Ліг.
Після запровадження воєнного стану в країні 1958 року Авамі Ліг була заборонена і Таджуддін Ахмед провів у в'язниці близько року. Після звільнення він брав участь у демократичному русі під керівництвом Хусейна Шахіда Сухраварді, виступав проти військового правління Айюб Хана, за що знову був ув'язнений. Ахмед відіграв важливу роль у відродженні Авамі Ліг 1964 року, та був обраний секретарем партії. Потім, у квітні 1964, знову був заарештований, його звільнили тільки наступного року. Таджуддін Ахмед був обраний генеральним секретарем Авамі Ліг 1966 року, того ж року його було заарештовано за антиурядову агітацію, уряд Східного Пакистану звільнив його 1969 після масових акцій протесту населення. 1970 року став членом Національної Асамблеї.
Авамі Ліг отримала переважну більшість голосів на загальних виборах 1970 року. Проте уряд Пакистану скасував результати голосування. Після цього у Східному Пакистані пройшли безпрецедентні акції протесту під керівництвом Муджибура Рахмана. Таджуддін Ахмед був одним з організаторів заворушень. 25 березня 1971 року він вирішив емігрувати до Індії, після того як пакистанська армія почала масові убивства бенгальського населення. Він став прем'єр-міністром уряду Бангладеш у вигнанні, і займав цей пост під час Війни за незалежність. Після того як Бангладеш здобув незалежність, Ахмед повернувся до країни 22 грудня 1971 року і став прем'єр-міністром нової незалежної держави. Потім цей пост посів Муджибур Рахман, а Таджуддін Ахмед став главою Міністерства фінансів Бангладеш. Брав участь у розробці Конституції Бангладеш. Після убивства Муджибура Рахмана 15 серпня 1975 року політична ситуація в країні змінилась, і Таджуддін Ахмед був заарештований 23 серпня цього ж року. 3 листопада 1975 року його було вбито у центральній в'язниці Даки разом із трьома соратниками по партії.